# Пауль фон Мюленфельс
Пауль Георг Макс фон Мюленфельс (нім. Paul Georg Max von Mühlenfels; 15 червня 1892, Штральзунд — 23 травня 1958, Гамбург) — німецький офіцер, генерал-майор автомобільних військ вермахту. Разом з Петером-Паулем Петерсеном став одним з двох генералів автомобільних військ вермахту. 

## Біографія
Син землевласника Фрідріха фон Мюленфельса і його дружини Гелени, уродженої Вецель. 21 травня 1912 року вступив у 86-й фузілерний полк, з 6 травня 1914 року служив в 7-й роті. 21 вересня 1914 року поранений. Після лікування з 10 жовтня 1914 року служив в запасному батальйоні свого полку, з 18 січня 1915 року — в 265-му резервному піхотному полку, з 25 липня 1915 року — в запасному батальйоні 89-го піхотного полку. З 29 вересня 1915 року — ад'ютант начальника станції Дуе. З 16 лютого 1917 року служив в морській авіації.
З 29 травня 1919 року служив в штабі командира нейтральної 3-ї ділянки, з 1 січня 1920 року — в 2-му автомобільному дивізіоні, з 1 квітня 1923 року — в 2-й роті свого дивізіону (Шверін), з 1 жовтня 1925 року — в 2-му санітарному дивізіоні (Штеттін), з 1 квітня 1928 року — в 6-й батареї 2-го артилерійського полу (Ітцего), з 1 червня 1928 року — в 2-му автомобільному дивізіоні. З 9 липня 1928 року — командир 1-ї роти свого дивізіону (Штеттін). З 1 травня 1932 року служив в штабі свого дивізіону. 1 листопада 1932 року відряджений в штабі 2-ї дивізії (Штеттін). З 1 квітня 1933 року служив в 2-му санітарному дивізіоні, з 1 травня 1933 року — знову в штабі 2-ї дивізії, з 1 березня 1934 року — в навчальному штабі автомобільних військ. З 1 квітня 1934 року — командир штабу з випробування автомобілів (Деберіц), з 15 жовтня 1935 року — навчального і випробувального автомобільного дивізіону (Деберіц), з 6 жовтня 1936 року — бойового і випробувального автомобільного дивізіону (Вюнсдорф).
З 12 жовтня 1937 року — командир випробувального дивізіону моторизованих військ (Вюнсдорф), з 7 лютого 1940 року — училища моториованих військ, з 1 листопада 1942 року — автомобільних частин 4-го військового округу (з 6 травня 1943 року — вищий командир), з 1 грудня 1943 року — автомобільних частин 22 (Краків). З 16 листопада 1944 року — вищий командир автомобільних частин при головнокомандувачі на Заході. 8 травня 1945 року взятий в полон. 22 жовтня 1945 року звільнений. Помер після тривалої важкої хвороби і був кремований.

## Сім'я
27 травня 1922 року одружився з Генні Бурмайстер, уродженою Юнгманн (6 березня 1889, Варнемюнде — 3 лютого 1969, Гамбург).

## Звання
- Фанен-юнкер (21 травня 1912)
- Фенріх (27 січня 1913)
- Лейтенант (18 грудня 1913)
- Оберлейтенант (1 листопада 1922, патент від 18 жовтня 1918)
- Гауптман (1 листопада 1928)
- Майор (1 грудня 1934)
- Оберстлейтенант (1 серпня 1937)
- Оберст (1 серпня 1940)
- Оберст автомобільних військ (1 березня 1944)
- Генерал-майор автомобільних військ (1 квітня 1945)

## Нагороди
- Залізний хрест 2-го класу (7 жовтня 1914)
- Нагрудний знак «За поранення» в чорному (10 травня 1918)
- Почесний хрест ветерана війни з мечами
- Медаль «За вислугу років у Вермахті»
  - 4-го, 3-го і 2-го класу (18 років; 2 жовтня 1936) — отримав 3 нагороди одночасно.
  - 1-го класу (25 років)
- Хрест Воєнних заслуг
  - 2-го класу (20 листопада 1940)
  - 1-го класу (30 січня 1942)
- Орден військових заслуг (Іспанія) 3-го класу